# Marin Ghica
Marin Ghica (Bragadiru, 18 ottobre 1908 – Bolintin-Vale, 1º agosto 1943) è stato un militare e aviatore rumeno, primo comandante della Escadrilei 51 Vânătoare de noapte (55ª Squadriglia da caccia notturna) della Forțele Aeriene Regale ale României durante la seconda guerra mondiale conseguendo cinque vittorie aeree confermate una probabile.

## Biografia
Nacque a Bragadiru, distretto di Ilfov, il 18 ottobre 1908, all'interno di una nobile famiglia, i Ghica.  Entrato nella Forțele Aeriene Regale ale României, con l'inizio dell'Operazione Barbarossa, il 22 giugno 1941, prestava servizio con il grado di capitano come comandante della Escadrilei 52 Vânătoare del Grupul 5 Vânătoare dotato dei caccia Heinkel He 112B. Rimase al Grupul 5 Vânătoare fino al 14 agosto 1941, quando fu trasferito al neocostituito Grupul 8 Vânătoare equipaggiato con i caccia IAR 80A. Il 27 agosto ritornò al Grupul 5 Vânătoare dove rimase fino al settembre 1942, quando fu trasferito in qualità di comandante alla Escadrilei 51 Vânătoare de noapte (55ª Squadriglia da caccia notturna). Nel corso del 1941 aveva compiuto 65 missioni belliche sostenendo 15 combattimenti.
Il 1º agosto 1943, durante l'operazione Tidal Wave, il comando tedesco-rumeno fece decollare tutti i caccia disponibili, persino quelli della Escadrilei 51 Vânătoare de noapte. Dei quattro Messerschmitt Bf 110C che decollarono lui ingaggiò il nemico nei pressi di Bolintin-Vale a un'altitudine di 300 m. Vide due bombardieri Consolidated B-24 Liberator e uno di questi era attaccato da un Messerschmitt Bf 109, così attaccò l'altro. Sparò all'ala sinistra e il motore vicino alla fusoliera iniziò presto a incendiarsi. Tornò e sparò all'altro motore, ma quando stava virando il suo aereo fu gravemente danneggiato dai colpi esplosi dai mitraglieri americani. Ben presto le fiamme entrarono nella cabina di pilotaggio e cercò di guadagnare un po' di quota per saltare con il paracadute, ma solo l'operatore radio/mitragliere Gheorghe Teliban ce la fece. Il corpo del capitano pilota Ghica fu trovato schiacciato a terra, in quanto il suo paracadute non si aprì. I suoi funerali si svolsero il 4 agosto alle 4 del mattino presso il cimitero militare di Ghencea, dove fu poi tumulato.